# برمودی‌فلورواستیل کلرید
برمودی‌فلورواستیل کلرید (به انگلیسی: Bromodifluoroacetyl chloride) یک ترکیب شیمیایی با شناسه پاب‌کم ۵۲۰۸۹۲ است. شکل ظاهری این ترکیب، مایع است.